# Ibatia friesii
Ibatia friesii är en oleanderväxtart som först beskrevs av Gustaf Oskar Andersson Malme, och fick sitt nu gällande namn av Morillo. Ibatia friesii ingår i släktet Ibatia och familjen oleanderväxter. Inga underarter finns listade i Catalogue of Life.